# Il trittico
Le Triptyque
Pour les articles homonymes, voir Trittico (homonymie).
Il trittico (en français Le Triptyque) est un cycle de trois opéras en un acte de Giacomo Puccini, conçu pour être représenté dans la même soirée et créé au Metropolitan Opera de New York le 14 décembre 1918.

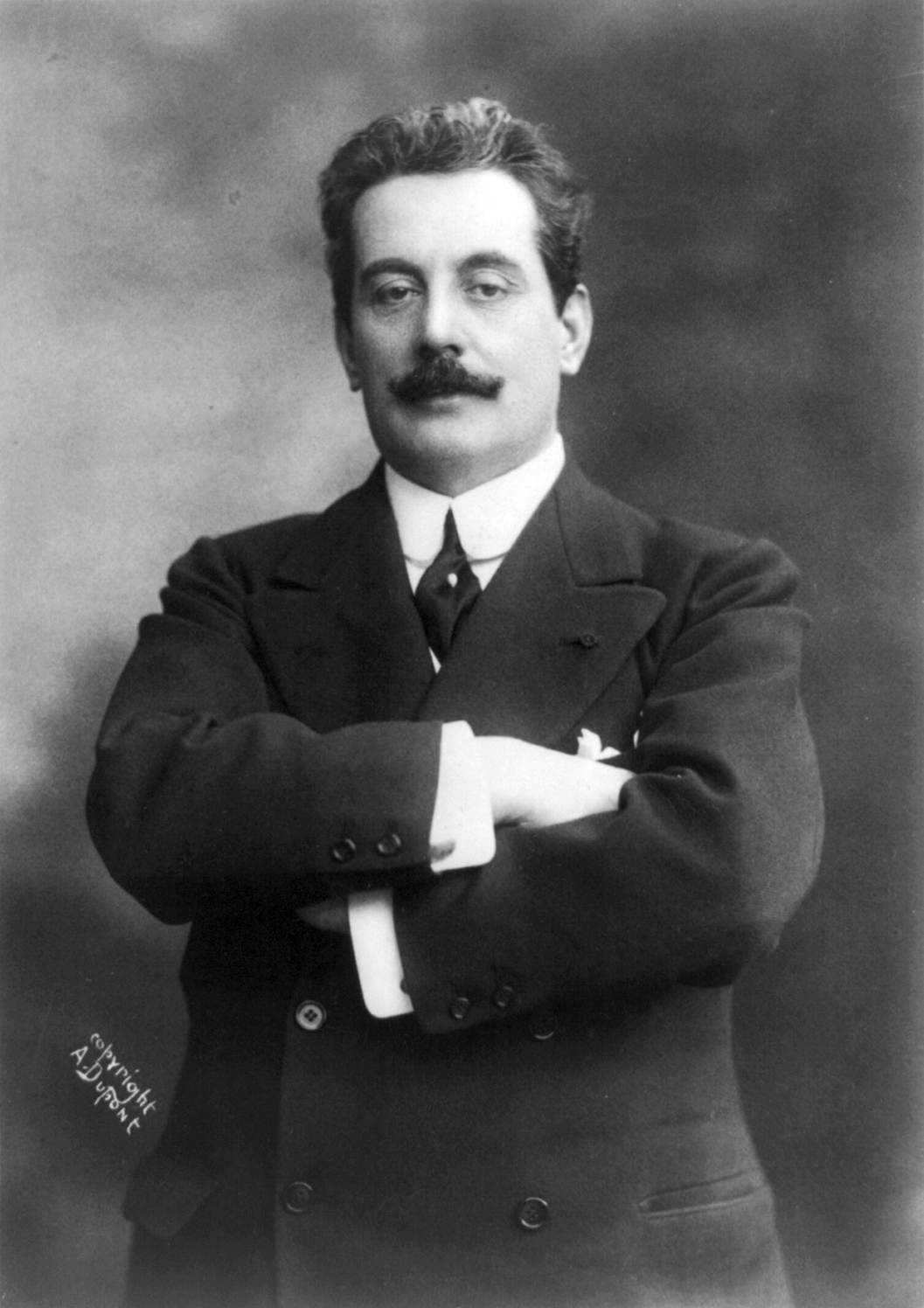
Puccini en 1908

Il est composé de Il tabarro (en français, La Houppelande), Suor Angelica (Sœur Angélique) et Gianni Schicchi.
Des trois, c'est Gianni Schicchi qui a le plus vite obtenu le succès, éclipsant les deux autres volets, les reléguant à des représentations plus épisodiques.

## Genèse
Après le succès de Tosca en 1900, Puccini met en plan l'idée d'une œuvre comprenant trois opéras en un acte. En effet, il s'est penché sur le retentissant succès de Cavalleria rusticana de Pietro Mascagni. Après la création de Madame Butterfly en 1904, alors qu'il se trouve à lire dans un train la Divine Comédie de Dante, il commence à réfléchir à une trilogie composée d'un panel de trois opéras en un acte, chacun étant basé sur un passage de la Divine Comédie. Puis, il se penche sur d'autres sujets, hésitant longtemps comme à son habitude. Il veut des trames courtes qu'il développerait dans l'esprit de miniatures. Les œuvres de Maxime Gorki sont par exemple citées. Le choix du librettiste pose aussi problème à Puccini, depuis la mort de Giuseppe Giacosa. Cependant, l'idée d'une trilogie, où les sujets des trois parties ne seraient pas directement liés mais apparaîtraient au public comme étant complémentaires, et où les trois parties seraient représentées au cours d'une même soirée, fait toujours son chemin.
Peu à peu le projet prend forme. Puccini est enthousiasmé par la pièce de Didier Gold, La Houppelande. Ce sera un des trois volets de sa trilogie, Il tabarro. C'est Giuseppe Adami qui rédigera le livret, l'opéra est commencé en l'été de 1913, mais le compositeur doit s'arrêter en automne pour écrire La rondine, une commande. Le travail est repris en octobre 1915 et fini en novembre 1916.
Pourtant, il faut encore deux autres sujets à Puccini. Peu après l'achèvement de Il tabarro se présente à lui un jeune librettiste, journaliste, baryton, écrivain du nom de Giovacchino Forzano. Il lui soumet deux sujets qui convainquent Puccini, celui de Suor Angelica qui l'émeut et Gianni Schicchi qui développe quelques vers de Dante, Puccini revenant avec ce sujet à son idée première. C'est un des rares cas où Puccini n'eut pas à avoir de problèmes avec son librettiste. Celui-ci était parfait, en tout cas de l'avis du compositeur. Ce dernier rédigea Suor Angelica à partir du début de 1917, l'abandonna provisoirement pour Gianni Schicchi, et le termina en septembre. Il joua, très fier de son labeur, l'ensemble de cet opéra au couvent où vivait une de ses sœurs, Iginia (la grippe espagnole lui emporta une autre de ses sœurs durant cette période 1917-1918). Une première esquisse de Gianni Schicchi fut établie le 20 avril 1918, bien que des révisions soient plus tard apportées, au cours de l'automne. Puccini choisit le nom pictural de Trittico (Triptyque) pour nommer l'ensemble de son œuvre, assez originalement, laissant la dénomination plus classique de trilogie.
Puccini voulut faire représenter son œuvre en Amérique, car l'Europe était ravagée par la guerre. C'est une des seules créations à laquelle son auteur n'assista pas, n'osant risquer une traversée de l'océan.

## Création et réception
L'opéra fut donc créé le 14 décembre 1918 au Metropolitan Opera de New York. Le succès fut plutôt au rendez-vous pour le premier volet, pas très présent pour le deuxième dont la trame choqua, mais, en contrepartie, extrêmement vif pour le troisième. Dans l'ensemble, la création se passa plutôt favorablement, même si la presse se montra très maussade pour les deux premières parties.
La même chose se passa lors des créations européennes et des reprises (création italienne le 11 janvier 1919 à Rome). Puccini se brouilla même avec Toscanini, celui-ci n'appréciant que très modérément Il tabarro, qu'il traita de « Grand Guignol », ne goûtant pas le vérisme exacerbé du sujet. À cause de la longueur du spectacle et de la différence d'appréciation de la part des spectateurs, ce qui contraria Puccini, on démembra le Triptyque, abandonnant Suor Angelica, couplant Il tabarro avec Pagliacci de Leoncavallo et Gianni Schicchi avec L'Heure espagnole de Ravel, par exemple. Des trois, Gianni Schicchi fit la carrière la plus honorable, en solitaire, tandis que les deux autres furent plus ou moins relégués dans l'oubli.
Il tabarro commence à jouir d'une renommée grandissante, Suor Angelica aussi, bien que les spectacles où le Triptyque soit représenté dans son intégralité se fassent trop espacés dans le temps.

## Il tabarro
Livret de Giuseppe Adami (1878-1946) d'après le drame en un acte La Houppelande de Didier Gold.
Interprètes de la création : Claudia Muzio, Crimi, Luigi Montesanto.
L'action se déroule à Paris au début du XXe siècle.

## Suor Angelica
Livret de Giovacchino Forzano (1884-1970).
Interprètes de la création : Geraldine Farrar, Flora Perini.
L'action se passe vers la fin du XVIIe siècle dans un couvent près de Sienne.

## Gianni Schicchi
Livret de Giovacchino Forzano (1884-1970) d'après un épisode de l’Enfer de Dante (chant XXX).
Interprètes de la création : Giuseppe De Luca, Florence Easton, Giulio Crimi.
L'action se passe à Florence en 1299.